# Diploptera pulchra
Diploptera pulchra es una especie de insecto blatodeo de la familia Blaberidae, subfamilia Diplopterinae.

## Distribución geográfica
Se pueden encontrar en Sabah, estado de Malasia localizado en la isla de Borneo.